# Stauungsleber

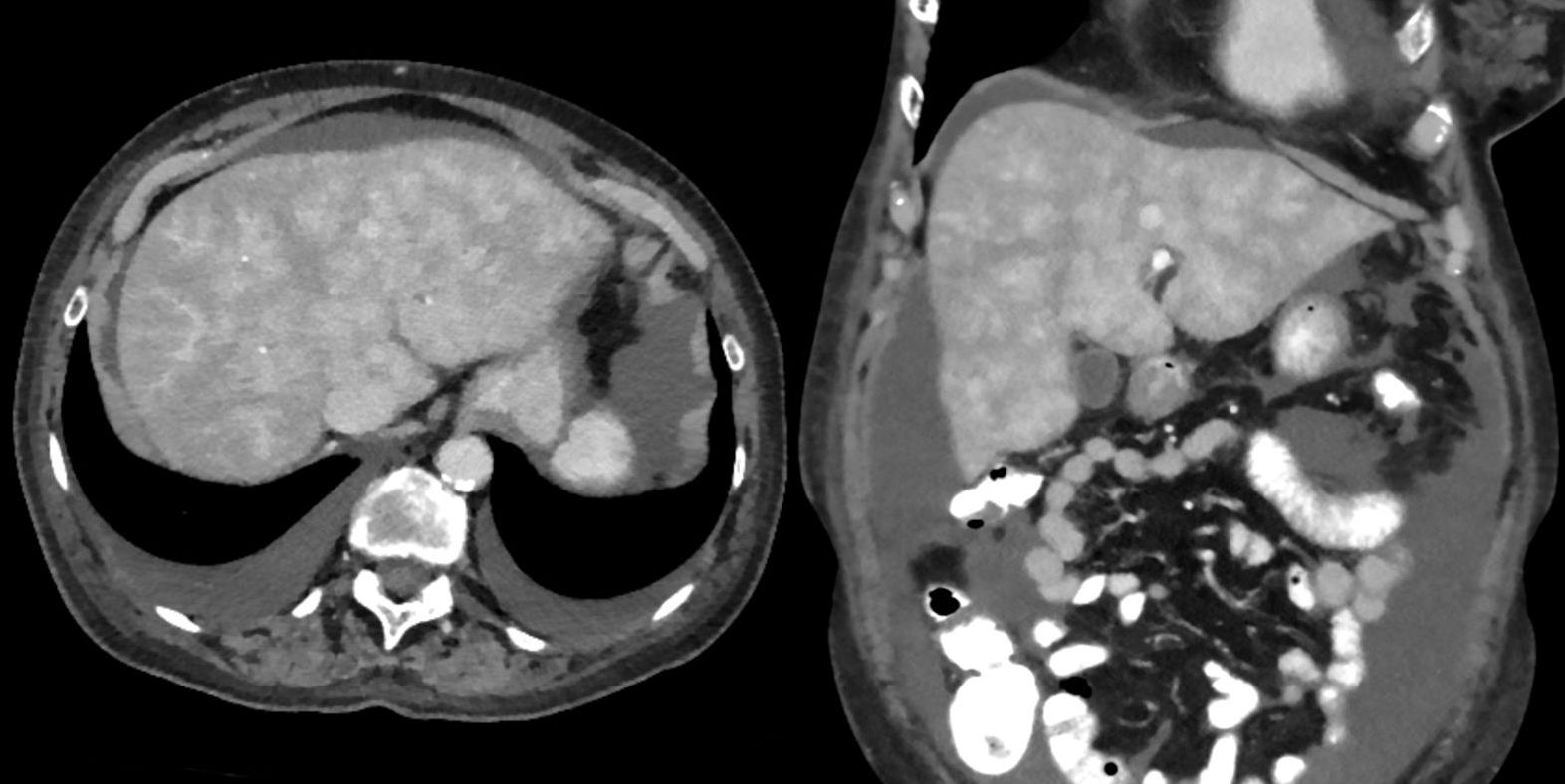
Chronische Stauungsleber / Muskatnussleber in der Computertomographie bei einer älteren Frau in der portalvenösen Kontrastmittelphase

Die Stauungsleber ist eine durch eine Blutstauung hervorgerufene Krankheit der Leber. Grund für den verminderten venösen Blutabfluss aus der Leber kann ein Hindernis (z. B. Tumor, Thrombose) zwischen Leber und rechter Herzhälfte sein. Auch kann das Herz selbst die Ursache für den Rückstau sein (zum Beispiel ein Panzerherz, Pericarditis constrictiva). 
Durch den Blutstau kommt es zur Ausbildung von Stauungsstraßen innerhalb des Leberläppchens. Diese Stauungsstraßen schließen ein periportales Feld ein (Umkehr der Läppchenstruktur). Durch Nahrungsmangel der Hepatozyten (Leberzellen) kommt es zum Zelluntergang um die Zentralvene des Leberläppchens (Atrophie). Ebenfalls tritt eine gelblich imponierende Verfettung ein. Wird eine solche Leber nach dem Tod aufgeschnitten, zeigt sich ein Bild, das an Herbstlaub oder Muskatnüsse erinnert („Muskatnussleber“ oder „Herbstlaubleber“).
Man unterscheidet drei Formen der Leberstauung: die akute, die subakute und die chronische Stauungsleber.
Die als Folge lang anhaltender venöser Stauung bei Rechtsherzinsuffizienz sich entwickelnde Leberfibrose wird auch als Cirrhose cardiaque bezeichnet.
Nach dem tschechischen Arzt Friedel Pick (1867–1926) wurde die perikarditische Pseudoleberzirrhose auch als Picksche Krankheit benannt.